# Mercia
Mercia [ˈmɜː(ɹ)siə] (altenglisch: Mierce, Myrce), deutsch Mercien, Merzien oder Südhumbrien (da südlich des Humber, vgl. Northumbria), war eines der sieben angelsächsischen Königreiche während der Heptarchie und existierte vom 6. bis zum 9. Jahrhundert. Der Begriff selbst leitet sich von der germanischen Bezeichnung für „Grenzgebiet“ (vgl. im Deutschen Mark) ab. Die Landschaft wurde wahrscheinlich nach ihrer Lage zu den angrenzenden und im 6. Jahrhundert nach Westen zurückgedrängten keltisch-britischen Königreichen benannt oder als Grenzland zwischen Northumbria und Südhumbrien aufgefasst.

## Geschichte

### Ursprünge
Der Ursprung des Königreichs Mercia lässt sich auf Grund der kargen Quellenlage nur grob skizzieren. Im 6. Jahrhundert wanderten aus Angeln stammende Gruppen in die Region ein. Icel, der legendäre Gründer der mercischen Königsdynastie, soll im 6. Jahrhundert gelebt haben. Frühe Zentren des Königreichs lagen südlich des mittleren Trent und waren Lichfield, Tamworth und Repton. Spätestens gegen Ende des 6. Jahrhunderts hatte sich Mercia nach der Verschmelzung etlicher Volksgruppen (z. B. Tomsæte, Pencersæte) als Königreich etabliert.

### Aufstieg und Blüte
Mit dem letzten heidnischen König Penda (um 630–655) trat Mercia in das Blickfeld der Chronisten. Penda war ein kriegerischer Herrscher und weitete den Einflussbereich Mercias im Bündnis mit walisischen Königen wie Cynddylan deutlich aus. Penda fiel 655 im Kampf gegen Oswiu von Northumbria in der Schlacht von Winwaed. Daraufhin herrschte Oswiu selbst über Mercia, bis im Jahr 658 die mercischen Ealdormen Immin, Eafa und Eadberht gegen ihn revoltierten und mit Wulfhere den jüngsten Sohn Pendas zum König Mercias erhoben. Wulfhere stellte die Souveränität Mercias wieder her und weitete die Oberherrschaft auf das Königreich Lindsey aus. Spätestens unter Æthelred (674/675–704) war auch das Königreich Hwicce von Mercia abhängig.
Den Höhepunkt seiner Macht erreichte Mercia unter Æthelbald (716–757) und Offa (757–796), der sich als rex Angliorum bezeichnete. Unter Cenwulf (796–821), Ceolwulf I. (821–823) und Beornwulf (823–825) begann der Einfluss Mercias auf die abgelegenen „Provinzen“ allmählich zu schwinden.

### Niedergang
Das mercische Regierungssystem war erstarrt und konnte sich den Veränderungen nicht anpassen. Die tatsächliche Macht verschob sich von den Königen und deren eingesetzten „Beamten“ zu den Ealdormen, die in den Regionen verwurzelt waren und Rückhalt in der Bevölkerung genossen. Im Jahr 825 besiegte Egbert von Wessex Beornwulf in der Schlacht von Ellandun und Mercia verlor seine Vormachtstellung im Süden Englands an das aufstrebende Wessex. Mercia war in der Folge auf sein Kerngebiet beschränkt. Burgred (852–874), der letzte unabhängige König Mercias, konnte sich letztlich nicht der wiederholten Angriffe der Wikinger erwehren und wurde 873/874 vertrieben. Die Wikinger beherrschten den Osten Mercias selbst und setzten Ceolwulf II. (874–879) als Marionettenkönig im westlichen Teil ein. Die Eigenständigkeit war zu Ende, seit das „englische Mercia“ ab etwa 880 vom Königreich Wessex durch den Ealdorman Æthelred (um 880–911) verwaltet wurde.